# Mašínovi v Srbsku

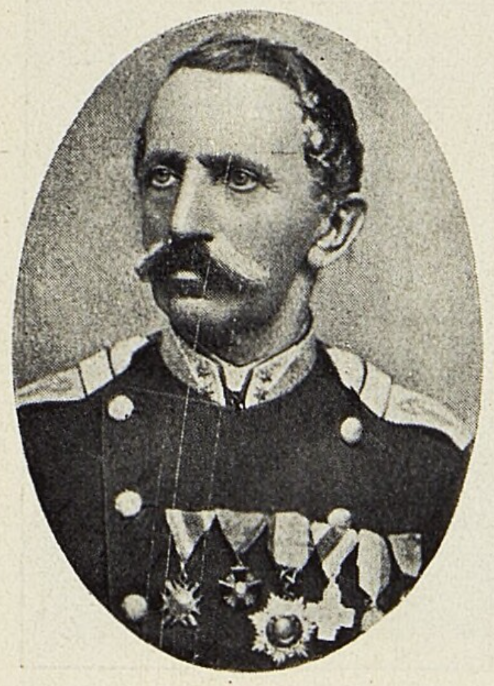
Jan Mašín v srbské uniformě okolo roku 1870

Mašínovi byla rodina českého původu, jejíž někteří členové zasáhli do dějin Srbska.

## Jan Mašín
MUDr. Jan Mašín (srbsky Јован Машин, Jovan Mašin), (14.07.1817, Cerhenice - 25.12.1884, Bělehrad, Srbské království), jeho otec Jakub byl vrchním sládkem pivovaru v Nymburce , byl lékařem srbského knížete Michaila Obrenoviće a později i krále Milana Obrenoviće. Vystudoval medicínu ve Vídni, získal magisterský titul v oboru chirurgie v Budapešti a magisterský titul v oboru gynekologie v Praze. V roce 1844 se stal chirurgem v Zdravstveni centar Valjevo. Byl jedním ze (3 Čechů) zakladatelů Srbské lékařské společnosti, která byla založena v roce 1872; Jan Mašín byl od jejího založení místopředsedou. Hovořil několika cizími jazyky. 
Se svojí ženou Barborou, roz. Všetečkovou (srbsky Варавара Машин, Varvara Mašin), z Nymburka (30. dubna 1828-8.10.1892)  měl tři syny, Svetozára, Aleksandara a Nikolu a dvě dcery, Leposavu (Leposava) ( 15.11.1847-1851 ) a Poleksii (Poleksija).

## Svetozár Mašín

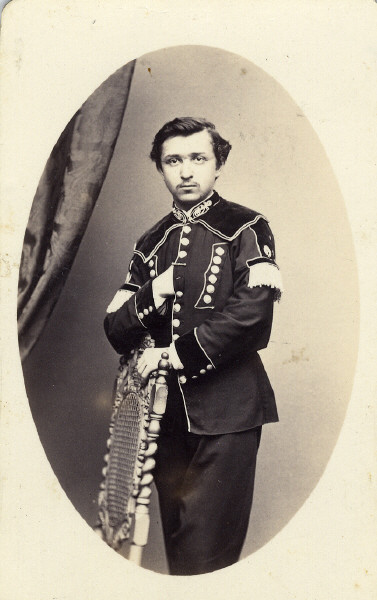
Svetozar Mášín

Svetozár Mašín (srbsky Светозар Машин) (13.2.1851–1886) byl stavební inženýr. Byl hlavním inženýrem při stavbě železnice do Leskovacu. Byl přítelem krále Milana Obrenoviće a také Pantelije Lunjevice, na jehož přání se Svetozár oženil s jeho dcerou Dragou, pozdější srbskou královnou. Svetozár a Draga se vzali v srpnu 1883 v bělehradské katedrále. Manželství trvalo tři roky, poté Svetozár zemřel. Draga získala jeho penzi a ponechala si jeho jméno.

## Aleksandar Mašín

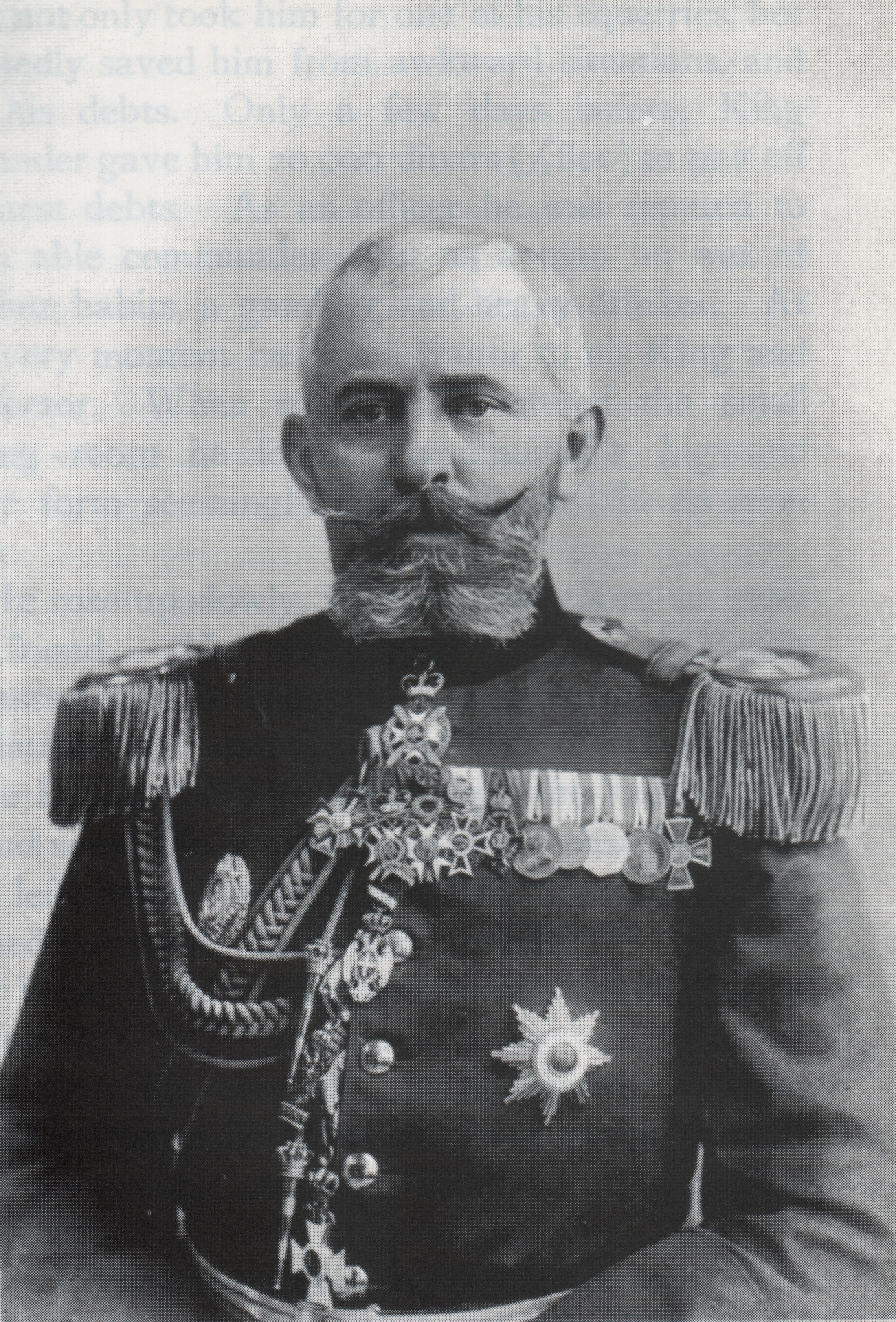
Aleksandar Mašín

Aleksandar Mašín (srbsky Александар Машин) (24.5.1857–18.4.1910) byl náčelníkem srbského vojska. Po smrti svého bratra Svetozára se domníval, že byla způsobena samotnou Dragou. Aleksandar byl jedním z organizátorů srbského převratu, který skončil smrtí krále Alexandra I. Obrenoviće a Dragy Mašínové, v té době již jeho manželky. Od května do srpna 1903 byl ministrem v nové vládě, v roce 1906 odešel do penze.
Manželka Aleksandara Mašína se jmenovala Katarina (srbsky Катарина) Nikolić a spolu měli tři dcery.

## Nikola Mašín
Nikola Mašín (srbsky Никола Машин; 26.6.1867–?) do dějin Srbska příliš nezasáhl, neboť pracoval jako inženýr na Kavkaze, kde se také oženil s Ruskou Naděždou Obrascovnou (rusky Надежда Обрасцов Машин). Po Nikolově smrti se jeho manželka s jejich dcerou Jelenou (rusky Елeнa Никoлoвнa Мaшин; srbsky Jeлeнa Никoлoвнa Мaшин) přestěhovaly do Srbska. Vnučkou N. Mašína byla kunsthistorička Mara Charisijadis (srbsky Мара Харисијадис; 1908–1994).

## Poleksija Mašínová
Poleksija Mašínová (srbsky Полексија Машин, Poleksija Mašin), (24.4.1854–31.3.1928) se stala manželkou srbského profesora Đorđe Đorđeviće (srbsky Ђорђe Ђорђевић), který působil na Bělehradské univerzitě.